# Yenín, Yenín
Yenín, Yenín es una película dirigida por Mohammed Bakri con el objetivo de reflejar lo que este director califica como "la verdad palestina" sobre la Batalla de Yenín (en árabe: مجزرة جنين‎), un enfrentamiento entre el ejército israelí y milicianos palestinos en abril de 2002, en el contexto de la Segunda Intifada.

## Contexto
Marzo del año 2002 fue uno de los meses más violentos de la Segunda Intifada, con 230 palestinos muertos como consecuencia de ataques de las fuerzas israelíes y de colonos, y 116 israelíes fallecidos por ataques palestinos: 39 militares y 77 civiles. El 2 de marzo tuvo lugar un ataque suicida en la ciudad israelí de Netanya que ocasionó 30 muertos y 140 heridos, y dos días después el ejército israelí llamó a filas a 30.000 soldados en la reserva y lanzó lo que denominó como Operación Escudo Defensivo.
Durante esta operación, que según la ONU causó la muerte a 497 palestinos y heridas a otros 1.447 entre el 1 de marzo y el 7 de mayo, el ejército israelí invadió el campamento de refugiados palestinos de Yenín. La negativa del ejército israelí a permitir el acceso de periodistas y organizaciones pro derechos humanos al campamento por "razones de seguridad" generó una serie de rumores que hablaban de una masacre en curso. Yenín siguió sellada varios días después de la invasión. La historia de civiles enterrados vivos por las demoliciones de sus hogares y de edificios ardiendo sobre cuerpos aplastados circuló por todo el mundo árabe. Circularon diversas versiones sobre la cifra de víctimas, y un responsable palestino acusó a Israel de masacrar a más de 500 personas en el campamento. El ejército israelí vetó la entrada a Yenín de una misión de investigación de la ONU.

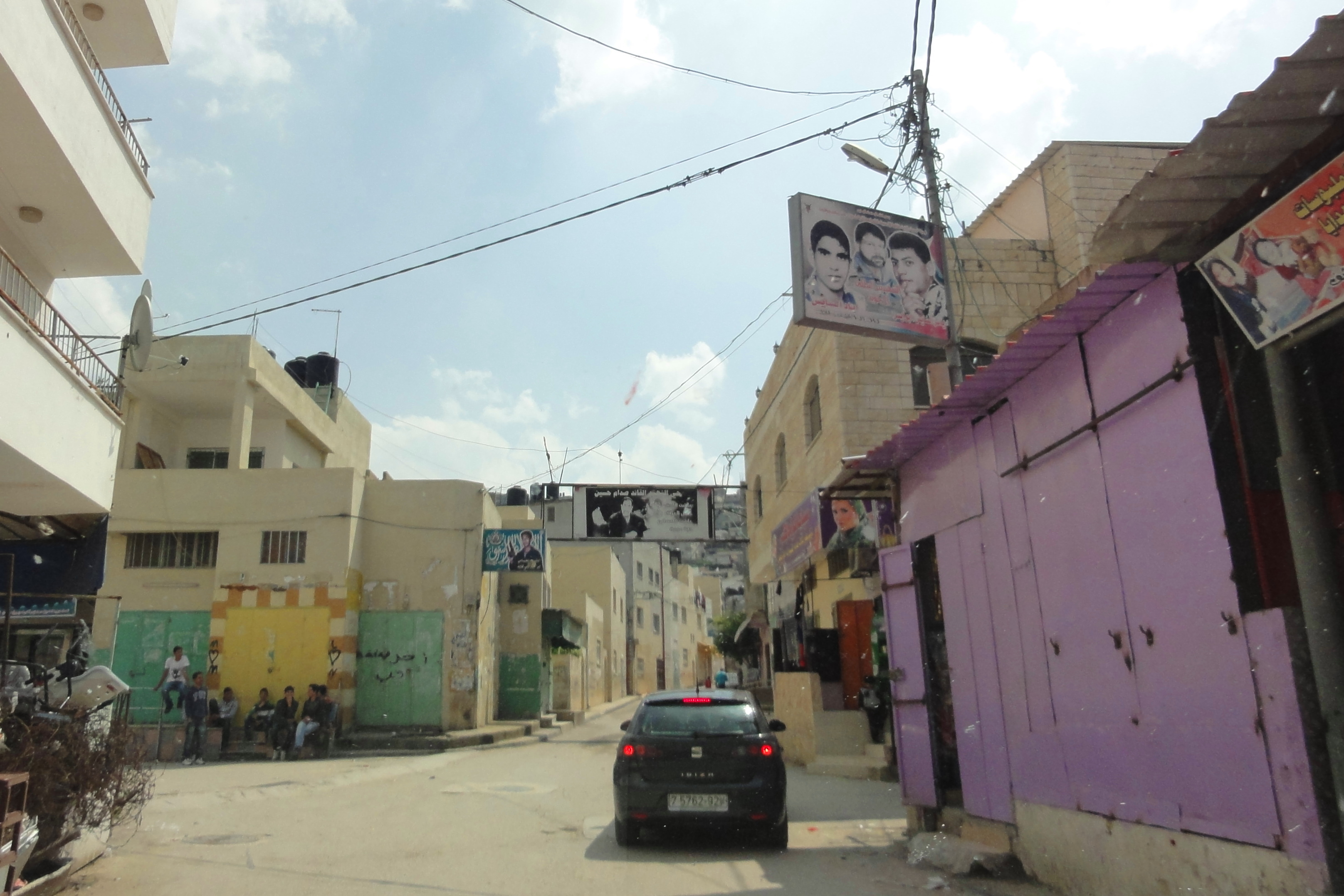
Campamento de refugiados de Yenín, escenario del rodaje de la película.

Bakri participó en una protesta no violenta ante un puesto de control mientras se desarrollaba la Batalla de Yenín y quedó impresionado por la actuación del ejército israelí, que disparó a la multitud e hirió a un actor amigo suyo que se encontraba a su lado. Confesó que esta experiencia le inspiró para infiltrarse en Yenín con un cámara y preguntar a sus habitantes: “¿Qué pasó?” El resultado fue el documental Yenín, Yenín, que presentaba una serie de testimonios que sugerían que había ocurrido una masacre. Bakri dio voz a la perspectiva de aquellos palestinos que no podían aparecer en los medios de comunicación debido al bloqueo israelí de la ciudad; por este motivo, decidió no entrevistar a responsables israelíes para la película.
Human Rights Watch llevó a cabo una investigación que concluyó que "ninguna prueba sostiene las alegaciones de masacres o ejecuciones extrajudiciales a gran escala por parte del ejército israelí en el campamento de refugiados de Yenín". sin embargo, también informó de que "las fuerzas israelíes cometieron serias violaciones del derecho internacional humanitario, algunas de las cuales suponen prima facie crímenes de guerra". Amnistía Internacional coincidió con Human Rights Watch en sus acusaciones contra el ejército israelí por crímenes de guerra. Human Rights Watch calcula que entre 53 y 56 palestinos fueron asesinados durante la ofensiva israelí, y que tan solo la mitad de ellos eran sospechosos de ser combatientes armados. Israel coincide en que alrededor de 50 palestinos murieron durante su asalto al campamento de refugiados, pero describe el evento como una batalla y culpa de las muertes de civiles a la proximidad entre los combatientes y los propios civiles. Veintitrés soldados israelíes murieron en el asalto.
El título de la película hace referencia a los taxistas palestinos que gritan "¡Ramala, Ramala, Ramala!", o "¡Yenín! ¡Yenín!" a los viajeros y trabajadores palestinos que viajan a través de puestos de control israelíes. Bakri dedicó la película a su productor, Iyad Samoudi, que poco después del final del rodaje murió asesinado por soldados israelíes en al-Yamun, en la Gobernación de Yenín (Cisjordania, Palestina). El ejército israelí declaró que Samoudi era un miembro armado de las Brigadas de los Mártires de Al-Aqsa.

## La película
La película no tiene narrador ni guion, y solo consiste en entrevistas realizadas con los habitantes de Yenín y posteriormente editadas por el productor.

## Polémicas

### Posturas oficiales: ¿libelo o censura?

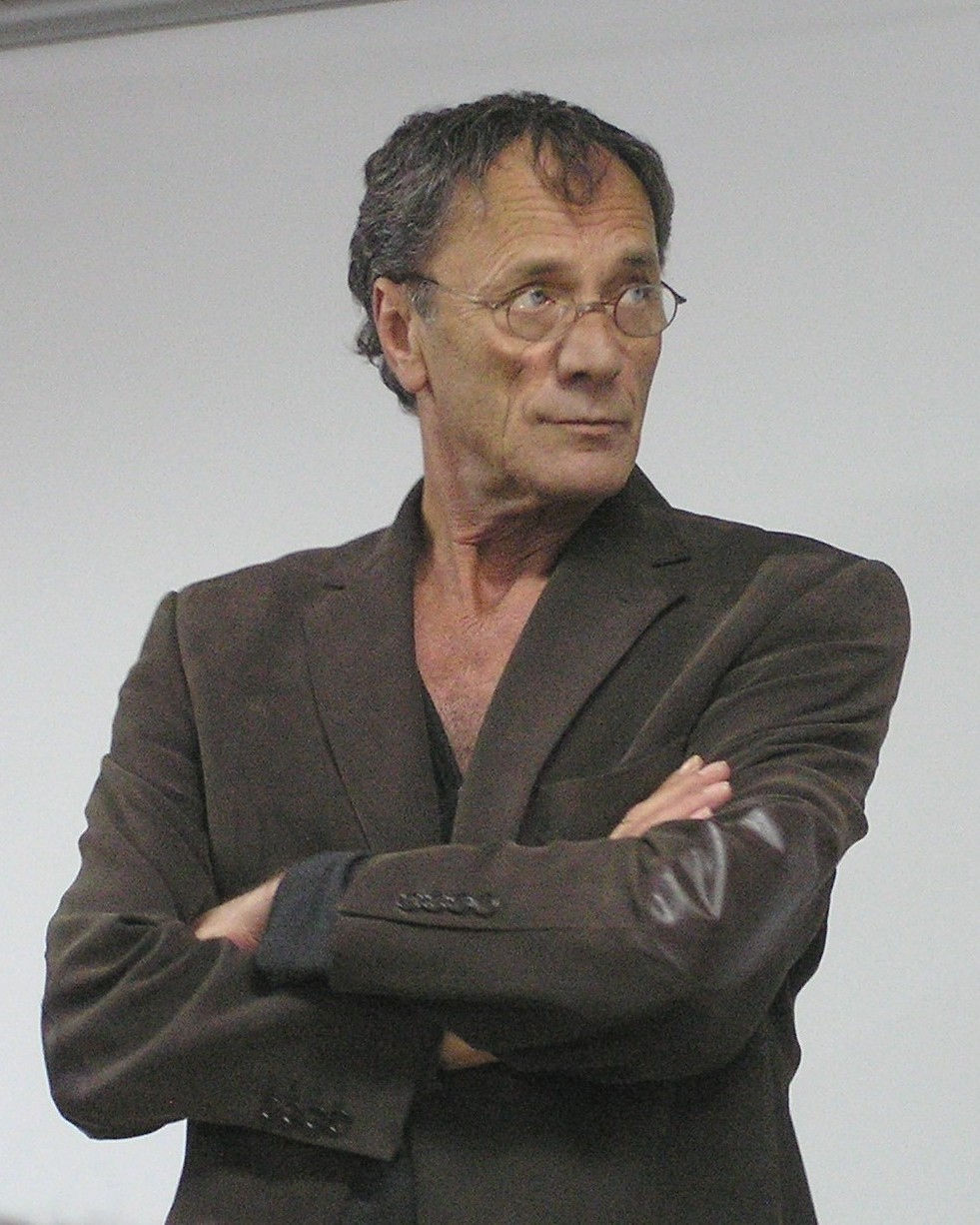
Mohammad Bakri

Después de tres pases, la película fue prohibida por el Panel de Calificaciones Cinematográficas de Israel bajo la acusación de que era un libelo y podía ofender a la audiencia. Era la primera vez en quince años que Israel prohibía la proyección de una película, desde que en 1987 prohibiese la película japonesa El Imperio de los Sentidos por su contenido pornográfico. En respuesta, Bakri cuestionó la proyección del documental El Camino a Yenín, hecho por Pierre Rehov para contrarrestar la narrativa de Yenín, Yenín. Un tribunal rechazó su petición bajo la premisa de que, independientemente de la conexión entre ambas películas, no había base legal para negar la proyección de El Camino a Yenín. La Cinemateca de Tel Aviv y la de Jerusalén mostraron la película de Bakri a pesar de su prohibición, con el director de la primera señalando que la proyección era "una muestra de apoyo" hacia Bakri.
Bakri llevó la prohibición al Tribunal Supremo de Israel, que revirtió la decisión de prohibirla. Según la juez del Tribunal Supremo Dalia Dorner, "el hecho que la película incluya mentiras no es suficiente para justificar una prohibición", y utilizando una cita de Maimónides -"y con la inteligencia distinguirá el hombre entre la verdad y la falsedad" insinuó que es cuestión de la audiencia interpretar lo que se ve. En apelación el Tribunal Supremo mantuvo su dictamen, y en agosto de 2004 reafirmó la decisión de revertir de la prohibición, declarando que el Panel de Calificaciones Cinematográficas no tiene "un monopolio sobre la verdad". Aunque el Tribunal Supremo describió la película como "una mentira propagandística", su dictamen afirmaba que elegir no mostrar "ambos lados"' de una historia no justifica la censura.

### Pleito por difamación
Cinco soldados israelíes en la reserva que lucharon en la Batalla de Yenín presentaron un pleito contra Bakri en 2002 por difamación, argumentando que la película manchaba sus buenos nombres. La juez rechazó el caso, dictaminando que aunque la película de hecho calumniaba a los soldados israelíes, los cinco soldados israelíes denunciantes no habían sido personalmente calumniados y, por lo tanto, no tenían derecho a denunciar. La juez afirmó en su veredicto que Bakri no había actuado de "buena fe", no había llamado a los testigos que aparecían en su película y no había demostrado su afirmación de que su película estaba respaldada por informes de grupos de derechos humanos. Bakri respondió que su "buena fe fue ir a un lugar destruido y dar a la gente la oportunidad de hablar desde sus corazones".

### Críticas de soldados israelíes
El dr. David Zangen, principal oficial médico del ejército israelí en Yenín durante la Operación Escudo Defensivo (y jefe del departamento de Endocrinología Pediátrica en el Hospital Hadassah en Jerusalén) publicó una declaración titulada Siete Mentiras Sobre Yenín, dando su opinión personal sobre su asistencia a una première privada de la película en la Cinemateca de Jerusalén. Zangen, que trató de que se cancelase la proyección, citaba 7 discrepancias que esperaba exponer a la audiencia, quienes no le permitieron pasar del segundo punto. Afirmó que Bakri había "realizado con maestría una manipulación cruda, aunque bien hecha", que es difícil no verse atraído por la imagen distorsionada, y que estaba asombrado de que la audiencia no quisiese escuchar su propio relato, el de una persona que había estado "físicamente" allí.

### En defensa de Bakri
El comité de defensa de Mohammad Bakri argumenta que "la importancia de este caso va más allá del propio Bakri", dado que representa la represión de la capacidad del pueblo palestino para expresarse con voz propia. En una proyección de una película posterior en Nueva York, un espectador exaltado se enfrentó a Bakri acusándole de que Yenín, Yenín exageraba las atrocidades de la invasión israelí y presentaba un punto de vista parcial, a lo que Bakri respondió que había "visto cientos de películas que niegan e ignoran lo que le pasó a los palestinos, y sin embargo nunca me quejé ni intenté prohibir película alguna."
La principal línea de defensa de Bakri y su película es que, tal y como confirmó el Tribunal Supremo, que se elija no mostrar "ambos lados" de una historia no es motivo de censura. Bakri ha sido representado por el abogado Avigdor Feldman, quien declaró a Haaretz, "Bakri no dice nada en esta película. Las personas que hablan son las mismas que fueron grabadas. Así pues, los habitantes del campo de refugiados dicen cosas que a veces son verdad y a veces no. Es una película. Refleja las opiniones subjetivas de quienes hablan. A veces dicen cosas que son más duras [de lo que en realidad fueron] porque así es como ellos lo experimentaron."
El comité de defensa de Mohammad Bakri también afirma: "Debido a su integridad artística y su énfasis en las experiencias y narrativas de sus compatriotas palestinos, Mohammad Bakri se enfrenta a una potencial ruina económica por los enormes gastos legales y las dudosas acusaciones de difamación". Además, un punto importante de la defensa contra las alegaciones por difamación es que ninguno de los denunciantes (Ofer Ben-Natan, Doron Keidar, Nir Oshri, Adam Arbiv y Yonatan Van-Kaspel) aparecen citados por su nombre o filmados en la película.